# Allan Maher
Allan Maher (1950. július 21. – ) ausztrál válogatott labdarúgókapus.

## Pályafutása

### Klubcsapatokban
1969 és 1974 között a Sutherland Sharks csapatában játszott. 1975 és 1983 között a Marconi Stallions együttesének a kapuját védte. 

### A válogatottban
1975 és 1981 között 21 alkalommal szerepelt az ausztrál válogatottban.  Részt vett az 1974-es világbajnokságon, de egyetlen mérkőzésen sem lépett pályára.

## Sikerei, díjai
Marconi Stallions
- Ausztrál bajnok (1): 1979